# Pietro Giuseppe Gaetano Boni
Pietro Giuseppe Gaetano Boni   (Itàlia, segle XVII - Bolonya, 1750) va ser un compositor italià.

## Biografia i carrera
Nascut probablement a Bolonya, a la portada de les seves obres publicades està qualificat dabate (Abat) i va tenir una formació musical probablement sota l'"Accademia Filarmonica di Bologna", de la qual va ser membre posteriorment. Des de 1711 va estar a Roma amb Arcangelo Corelli i hi va romandre almenys fins al 1720. Va publicar a Roma tres llibres de sonates, el primer per a violoncel i cèmbal (1717). El 1719 es va representar a Perusa la seva cantata Cantata per la notte di Natale i el 8 de gener de 1720 la seva òpera Tito Manlio al "Teatro della Pace" de Roma, amb llibret de Matteo Noris. El 1726 es representà a Bolonya el seu oratori Santa Rosalia. Boni va deixar un manuscrit d'obres instrumentals.
De vegades confós amb Giovanni Boni. A Boni se li ha atribuït l'òpera Il figlio delle selve, representada a Mòdena el 1700, però possiblement es confon amb Cosimo Bani.

## Obres
- 12 Sonate per camera a violoncello e cembalo, op. Jo, Roma, 1717
- 12 Divertimenti per camera a violino, violone, cimbalo, flauto e mandola, op. II, (1720), Antonio Cleton, Roma.
- 10 Sonate a violino e violone o cembalo, op. III, Fasoli, Roma, 1741
- Sonate per cembalo, manuscrit.
- cantata: Cantata per la notte di Natale, Perugia, 1719
- òpera: Tito Manlio, llibret de Matteo Noris, Roma, 1720
- oratori: Santa Rosalia, Bolonya, 1726